# HD103210
HD103210 — хімічно пекулярна зоря спектрального класу
F0 й має видиму зоряну величину в смузі V приблизно 10,0.

## Пекулярний хімічний склад
Зоряна атмосфера HD103210 має підвищений вміст 
Cr
.